# خورخي كارال
خورخي كارال (بالإسبانية: Jorge Carral)‏ (مواليد 2 سبتمبر 1983) هو سبّاح مكسيكي، مثّل بلاده في الألعاب الأولمبية الصيفية 2000.

## روابط خارجية
خورخي كارال على موقع الاتحاد الدولي للسباحة (الإنجليزية)
- خورخي كارال على موقع أوليمبيديا (الإنجليزية)